# Plattsburgh
Plattsburgh, fundada en 1902, es una ciudad ubicada en el condado de Clinton en el estado estadounidense de Nueva York. En el año 2000 tenía una población de 10,987 habitantes y una densidad poblacional de 1,439.5 personas por km².

## Geografía
Plattsburgh se encuentra ubicada en las coordenadas 44°41′43″N 73°27′30″O / 44.69528, -73.45833. Según la Oficina del Censo, la ciudad tiene un área total de 17 km² (6,6 mi²), de la cual 13,1 km² (5,1 mi²) es tierra y 4 km² (1,5 mi²) (23.4%) es agua.

## Demografía
Según la Oficina del Censo en 2000 los ingresos medios por hogar en la localidad eran de $28,846, y los ingresos medios por familia eran $46,337. Los hombres tenían unos ingresos medios de $35,429 frente a los $26,824 para las mujeres. La renta per cápita para la localidad era de $17,127. Alrededor del 23.1% de la población estaban por debajo del umbral de pobreza.